# Rubia gallega
La rubia gallega es una raza de vaca autóctona de Galicia. Es la más característica de Galicia y tiene el pelo de color rojo con variaciones de tono. 

## Morfología
La rubia gallega tiene un formato medio y proporcionado, tórax profundo, largo y arqueado; dorso y lomos anchos, planos y musculados y los muslos, nalgas y piernas, convexos, largas y descendidas. El esqueleto es robusto, fuerte y bien desarrollado. Todas estas condiciones coinciden con la conformación generalmente larga, profunda, con ampulosidad y anchura de los animales especializados en producción cárnica. El color fundamentalmente es el pelirrojo, trigueño o canela (capa teixa), admitiéndose oscilaciones que van desde el claro o marelo al oscuro o vermello (después de todo, el término rubio en gallego tiene el mismo étimo que rubor en castellano, indicando un color rojizo; extrañamente, roxo se aplica a colores de pelo amarillo-marrones). Las mucosas sonrosadas y las pezuñas y los cuernos de color claro, desde el blanco rosáceo el castaño, con algún obscurecimiento en las puntas.
Su peso es de entre 450 y 500 kg; su pelaje es de color rubio trigueño más o menos claro. Sus mucosas son siempre sonrosadas, característica típica de esta raza de vaca, productora de carne.

## Historia de la raza
Según datos del Ministerio de Agricultura, Pesca y Alimentación el origen de la raza Rubia Gallega se remonta al 500 a. C. en Galicia.
Entre los años 1840 y 1892, el desarrollo económico surgido en Inglaterra a raíz de la revolución industrial generó un mercado ganadero más favorable a Galicia que el tradicional mercado castellano (Vallejo y Sánchez, 1984).
Este comercio con Inglaterra se realizaba directamente a través de los puertos de La Coruña, Carril y Vigo, e indirectamente a través de Portugal por los pasos fronterizos de La Guardia, Tuy, Salvatierra de Miño, Pontebarjas, Verín y Cambados; una vez en Portugal, el ganado era enviado a Inglaterra a través del puerto de Oporto.
Los puertos gallegos también tenían comercio con Gibraltar y otros puertos mediterráneos. Esta circunstancia condicionó, según estos autores, que Galicia fuera la única región de España que tenía un importante comercio de ganado vacuno con Inglaterra, de forma continuada, además del comercio que seguía manteniendo con Castilla.
Sin embargo, en marzo de 1892 se suspendió definitivamente el comercio con Inglaterra (Sánchez García, 1978), como resultado del desarrollo de los barcos frigoríficos y la creación de nuevas vías comerciales con Norteamérica y Argentina, suponiendo un gran quebranto económico para numerosas familias gallegas.
La producción de terneros precoces y finos exigió entonces la necesidad de mejorar la vaca rústica y la selección de los sementales. La solución adoptada fue la de introducir otras razas para mejorar la rubia gallega. Así, durante los siglos XIX y principios del XX, se sucedieron las importaciones de sementales de las razas Durham, Angus, Hereford, Pardo suizo, Simmental, etc., con lo cual se produjo la pérdida de la unidad racial. Hay que tener en cuenta que los primeros Libros Genealógicos surgieron por iniciativa inglesa. El primero de ellos apareció a finales del siglo XVIII (1791) aunque su desarrollo tuvo lugar en el siglo siguiente.
Para el ganado vacuno surgió en 1822 para la raza Shorthorn (Maradona, 1998), para la raza Frisona holandesa se inició en 1875. Estos primeros libros genealógicos sólo contenían información acerca del pedigrí de los animales, pero durante la segunda mitad del siglo XIX, se fueron incorporando los controles de aptitud y rendimiento.
El Primer Congreso Agrícola y Ganadero celebrado en España, tuvo lugar en Lugo en 1906. En él se estableció la necesidad de realizar una selección científicamente dirigida. En 1916 Rof Codina publicó una monografía en la que se estudia la raza rubia gallega distinguiendo dos variedades: de los valles y de la montaña. En el año 1933 la Dirección General de Ganadería publicó el 'Reglamento Oficial de Libros Genealógicos' y se estableció el estándar de la raza rubia gallega.
La labor de selección realizada durante estos años produjo un importante avance. Así, el peso medio de los sementales presentados a concurso en 1913 era de unos 600 kg, mientras que en 1950 en la feria del Campo de Madrid fue de 984 kg (Sánchez García, 1978).
El Plan Agrícola de Galicia, supuso la creación del Servicio de Mejora de prados y explotaciones de ganado lechero en el año 1948, iniciándose la mejora de la raza aplicando un programa basado en un criterio más amplio del concepto de raza, la creación de 'Círculos de Control y Registro Genealógico' y la utilización de sementales selectos. A pesar de su buena orientación, y sin haber tenido en cuenta los resultados obtenidos durante los diez años de aplicación, se abandonó la selección de esta raza en pureza y se importaron ejemplares de la raza South-Devon, proponiéndose que actuara como mejorante de la rubia gallega por cruce de absorción.
En 1955 se creó la Junta Coordinadora de la Mejora Ganadera y se organizó una Delegación Técnica para la raza rubia gallega, esta Delegación aprobó un plan de selección en pureza con el que se pretendía conseguir una mejor conformación y rendimiento de la canal y una producción lechera aceptable. Todo ello se pretendía hacerlo compatible con una pequeña capacidad de trabajo demandada por la pequeña empresa agrícola.
La aprobación oficial del Reglamento de Libros Genealógicos y Comprobación de Rendimientos del ganado por el Ministerio de Agricultura de España en el año 1960 dio lugar a la elaboración de las Normas Reguladoras del Libro Genealógico y Comprobación de Rendimientos del ganado vacuno de la raza rubia gallega, que apareció en 1969 y que tenía la finalidad de mantener la pureza de la raza mediante selección, perfeccionar su conformación, mejorar sus rendimientos, conservar su rusticidad y desarrollar su precocidad, a la vez que organizaba y dirigía su proceso selectivo y favorecía su difusión.
Los olvidos y desatenciones de épocas anteriores se truecan en un interés manifiesto y surgieron las Ventas-Exposiciones de Ganado Selecto para la elección de reproductores, el esquema de valoración Genético-funcional de Toros jóvenes, la categoría de la estación Pecuaria Regional de Lugo como Centro Nacional de Selección y Reproducción Animal dedicado a la raza rubia gallega, la dedicación de un Depósito de Reproductores Selectos en Fuentefiz (hoy dedicado a la conservación de las Morenas del Noroeste, en peligro de extinción) y sobre todo, la renovación de las Normas Reguladoras de los Libros Genealógicos de 1973, en las que se configuran las Asociaciones de Criadores de Ganado Selecto, como entes surgidos entre los propios ganaderos para participar en la mejora de su ganado.

## Características distintivas
Debido al gran auge y popularidad de la carne de vacuno de esta raza ha sido necesario proteger al consumidor frente el fraude. Para reconocer la autenticidad de la carne que se comercializa como rubia gallega es necesario prestar atención al etiquetado y apreciar la etiqueta de IGP de la Consellería de Agricultura de la Junta de Galicia. Además, la auténtica carne de esta apreciada raza debe llevar la etiqueta de reconocimiento de la Unión Europea.

## Características morfológicas
Estos animales tienen un aspecto general equilibrado, con longitud en su cuerpo muy bien proporcionado, que también demuestra cierta profundidad.
- Cabeza:Tiene un perfil recto y subconcavilineo. La cabeza es corta en los machos y un poco más alargada en las hembras.
- Cuernos: Tienen cuernos pequeños, su coloración tiene variaciones entre blancos y grises.
- Peso: Una vaca adulta pesa aproximadamente 700 kg, para los bueyes este promedio es de 1000 kg.
- Tamaño: Las hembras tienen en promedio una altura a la cruz de 135 cm, mientras que para los machos adultos la talla o alzada media es de 145 cm.
- Pecho: musculoso y ancho.
- Patas y manos: Son de buen tamaño, musculosas y largas, con huesos fuertes.
- Ubre: Está bien formada, desarrollada e implantada con los pezones formados uniformemente. La glándula mamaria es capaz de producir leche de forma correcta para la lactancia de la ternera rubia gallega.

## Distribución
- Se encuentra principalmente en la provincia de Lugo y en la provincia de La Coruña (Galicia), noroeste de España.